# Limoniastrum monopetalum
Il limoniastro cespuglioso (Limoniastrum monopetalum (L.) Boiss., 1848) è una pianta alofila appartenente alla famiglia delle Plumbaginaceae.

## Distribuzione e habitat
La specie ha un areale mediterraneo che si estende dalla Europa meridionale (Portogallo, Spagna, Francia, Italia e Grecia, compresa Creta), al Nordafrica (Marocco, Algeria, Tunisia, Libia ed Egitto).
La presenza in Italia è limitata a Sardegna, Sicilia, Liguria, Puglia e Lazio.
Cresce in ambienti salati litoranei, formando associazioni con Salicornia perennis, Arthrocnemum macrostachyum, Halocnemum strobilaceum e altre Chenopodiaceae.